# Лом'янка
Лом'я́нка, Стру́мень (пол. Łomianka, Strumień, Scieniawica) — річка в Польщі, у Кросненському повіті Любуського воєводства. Ліва притока Одри (басейн Балтійського моря).

## Опис
Довжина річки 23 км, найкоротша відстань між витоком і гирлом — 20,27 км, коефіцієнт звивистості річки — 1,14. Площа басейну водозбору 13131 км².

## Розташування
Бере початок у селі Бронкув ґміни Бобровиці. Тече переважно на північний захід через Бжузьку, Чарново, Ломи і на північній стороні від села Косажин ґміни Ґубін впадає у річку Одру.
У селі Венжиська річку перетинає залізниця, а у селі Бжузька — автошлях № 32.
Притоки: Лісові Води (права); Єзьорниця (Ольша, Ольха), Стекльник (ліві).

## Цікавий факт
- Річка пропливає через Кшесінський ландшафтний парк[pl].